# NGC 190
NGC 190 je galaksija u zviježđu Ribe.

## Vanjske poveznice
- SEDS: NGC 0190